# Beatrix von Brandenburg

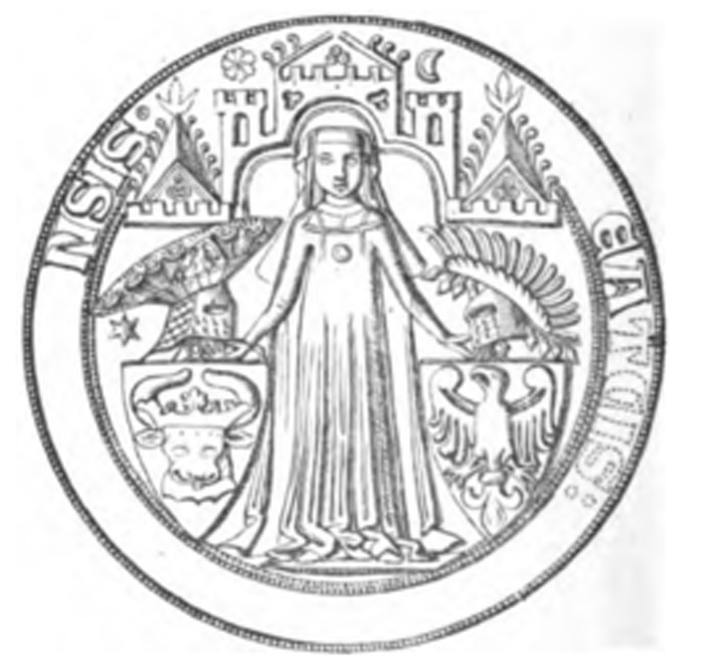
Tafel 44 der Mecklenburgischen Siegel (14. Jahrhundert)

Beatrix von Brandenburg († 22. September 1314 in Wismar) war die erste Ehefrau von Heinrich II. (der Löwe) (1266–1329), Fürst zu Mecklenburg, den sie im Jahre 1292 in Neubrandenburg heiratete.
Beatrix war die Tochter von Markgraf Albrecht III. von Brandenburg und Mathilde von Dänemark, Tochter von König Christoffer. Die Hochzeit am 12. August 1292 in der Neubrandenburger Nikolaikirche ist landesgeschichtlich bedeutsam, weil Beatrix als Wittum die Herrschaft Stargard mit in die Ehe und damit in die Hände der Mecklenburger brachte. Da aus der Ehe keine männlichen Nachkommen stammten, betrachteten die Askanier nach dem Tod von Beatrix das Wittum als zurückgestorben. Der sich daraus entwickelnde Erbschaftsstreit zwischen Mecklenburg und Brandenburg um diese Herrschaft kulminierte im Markgrafenkrieg, der mit dem Friede von Templin 1317 seinen Abschluss fand und die Herrschaft Stargard dauerhaft zu Mecklenburg brachte.

## Weblink
- Beatrix von Brandenburg

| Personendaten    | Personendaten                    |
| ---------------- | -------------------------------- |
| NAME             | Beatrix von Brandenburg          |
| KURZBESCHREIBUNG | durch Ehe Fürstin zu Mecklenburg |
| GEBURTSDATUM     | 13. Jahrhundert                  |
| STERBEDATUM      | 22. September 1314               |
| STERBEORT        | Wismar                           |